# Висил, Тоэа
Тоэа Висил (англ. Toea Wisil; род. 1 января 1988, Banz) — папуанская легкоатлетка, специалистка по бегу на короткие дистанции. Выступает за сборную Папуа — Новой Гвинеи по лёгкой атлетике с 2005 года, многократная чемпионка Океании и Тихоокеанских игр, участница двух летних Олимпийских игр.

## Биография
Тоэа Висил родилась 1 января 1988 года в поселении Банз провинции Уэстерн-Хайлендс, Папуа — Новая Гвинея.
Впервые заявила о себе в лёгкой атлетике в 2004 году, выиграв три серебряные медали на юниорском чемпионате Океании в Таунсвилле.
Первого серьёзного успеха на взрослом международном уровне добилась в сезоне 2006 года, когда вошла в основной состав папуанской национальной сборной и побывала на чемпионате Океании в Апии, откуда привезла пять медалей различного достоинства, в том числе золотую медаль в зачёте эстафеты 4 × 100 метров. Помимо этого, выступила на Играх Содружества в Мельбурне и на юниорском чемпионате мира в Пекине, но здесь попасть в число призёров не смогла.
В 2007 году выиграла две золотые медали, две бронзовые и одну серебряную на Южнотихоокеанских играх в Апии.
На чемпионате Океании 2008 года в Сайпане получила золото и два серебра.
В 2010 году добавила в послужной список три золотые награды чемпионата Океании в Кэрнсе, выступила на Играх Содружества в Дели.
В 2011 году на Тихоокеанских играх в Нумеа была лучшей во всех пяти дисциплинах, в которых принимала участие.
Благодаря череде удачных выступлений удостоилась права защищать честь страны на летних Олимпийских играх 2012 года в Лондоне, причём на церемонии открытия во время парада наций несла знамя Папуа — Новой Гвинеи. В женском беге на 100 метров финишировала первой в группе в предварительном забеге, но на следующем квалификационном этапе показала время 11,37 и выбыла из борьбы за медали.
В 2013 году в двух дисциплинах одержала победу на чемпионате Океании в Папеэте, участвовала в чемпионате мира в Москве.
В 2014 году стартовала на Играх Содружества в Глазго, но была далека здесь от попадания в число призёров.
На домашних Тихоокеанских играх в Порт-Морсби победила в четырёх дисциплинах, тогда как в одной из дисциплин стала серебряной призёркой. Также в этом сезоне выиграла три золотые медали на чемпионате Океании в Кэрнсе.
Находясь в числе лидеров папуанской национальной сборной, благополучно прошла отбор на Олимпийские игры 2016 года в Рио-де-Жанейро — на стадии четвертьфиналов бега на 100 метров показала время 11,48 секунды, чего оказалось недостаточно для продолжения борьбы за подиум.
После второй в своей карьере Олимпиады Висил осталась в легкоатлетической команде Папуа — Новой Гвинеи и продолжила принимать участие в крупнейших международных соревнованиях. Так, в 2017 году она выступила на чемпионате мира в Лондоне, где соревновалась в беге на 100 и 200 метров.